# Земплінські Гамри
Земплінске Гамре (словац. Zemplínske Hámre) — село в Словаччині, Снинському окрузі Пряшівського краю. Розташоване в східній частині Словаччини, біля м. Снини. Протікає потік Барнов.
Вперше згадується у 1899 році.

## Населення
| Рік:            | 1993 | 2003    | 2013    | 2023    |
| --------------- | ---- | ------- | ------- | ------- |
| Кількість осіб: | 1267 | 1261    | 1264    | 1279    |
| Різниця:        |      | -0,47 % | +0,23 % | +1,18 % |

| Рік:            | 2022 | 2023    |
| --------------- | ---- | ------- |
| Кількість осіб: | 1266 | 1279    |
| Різниця:        |      | +1,02 % |

В селі проживає 1 249 чол.
Національний склад населення (за даними останнього перепису населення  — 2001 року):
- словаки — 97,78 %
- чехи — 0,47 %
- українці — 0,32 %
- русини — 0,24 %

Склад населення за приналежністю до релігії станом на 2001 рік:
- римо-католики — 95,41 %,
- греко-католики — 0,87 %,
- православні — 0,40 %,
- не вважають себе віруючими або не належать до жодної вищезгаданої церкви — 2,29 %